# 倒锥花龙胆
倒锥花龙胆（学名：Gentiana obconica）为龙胆科龙胆属的植物，是中国的特有植物。分布于中国大陆的西藏等地，生长于海拔4,000米至5,500米的地区，见于高山草甸或灌丛中，目前尚未由人工引种栽培。